# Медовець мангровий
Медо́вець мангровий (Lichmera limbata) — вид горобцеподібних птахів родини медолюбових (Meliphagidae). Мешкає в Індонезії та Східному Тиморі. Деякими дослідниками розглядається як підвид бурого медовця. Це єдиний представник родини медолюбових, якому вдалося перетнути лінію Воллеса і заселити острови на захід від неї.

## Поширення і екологія
Мангрові медовці мешкають на Балі та на Малих Зондських островах від Ломбока до Тимору. Вони живуть в тропічних і мангрових лісах.